# Snik
Димитрис Ђианулис (грч. Δημήτρης Γιαννούλης, Атина, 4. мај 1987), познат као Snik (транскр.  Сник), грчки је репер. У Србији је најпознатији по дуету са Војажем.

## Биографија
Каријеру је започео 2012. године синглом Thema Chronou, а затим склопио уговор са Паник Рекордсом. Достигао је велику популарност на јутјубу, и већина његових песама је критикована негативно. Дебитантски албум Topboy објавио је 2020. године.

## Дискографија

### Албуми
- Top Boy (2020)
- 1987 (2022)[3]
- Top Boy 2 (2024, ТБА)

### Синглови
- Thema chronou (2012) са Бретом
- Kounisou dipla mou (2012)
- Ola allazoun (2013) са Џозефином
- Epistrofi sto mellon (2013)
- Ti zoi mou grafo (2013) са Ди-џеј Јангом
- So fly (2013)
- Booty (2015) са Дајмондом
- Tony Montana (2015) са Лајтом
- Gucci Mane (2015) са Лајтом
- Gia panta (2016) са Лајтом
- Ferrari (2016)
- DAB (2016) са Ипом
- Harry Houdini (2017) са А.М. Снајпером
- E.S.M., Pt. 2 (2017)
- Gucci store (2017)
- Selfmade (2017)
- Cognac & Valeriana (2017)
- Ath (2017) са Менте Фуерте
- 9 (2017)
- Sou eipa tha anevo (2018)
- Medusa (2018)
- 211 (2018) са Менте Фуерте
- To Gucci forema (2018) са Јоргосом Мазонакисем
- Gangsta (2018) са А.М. Снајпером
- Gango (2018) са Ноизејем
- Monos mou (2019)
- New Benz (2019) са Ноизејем
- Kilo (2019)
- Senorita (2019) са Тамта
- Colpo Grosso (2019) са Капо Плаза, Гуе Пекењо и Ноизејем
- Big Man (2019)
- Drip (2020)
- Karma (2020)
- Etsi (2020)
- Bounce (2021) са Војажем
- Dominicana Latina (2021) са Силвом
- Diamanti (2021)
- Chinchilla (2021) са Флај Ло
- Χειμώνες (2021)
- Wet (2021) са Токел, МГ, Гејмбој
- Erotas (2022)
- Peace & Love (2022) са Влоспом и Огеом
- Trafficante (2022) са Влоспом
- Sinialo (2022) са Стратом
- Work Out (2022) са Џозефином
- Gaza (2022) са Иваном Греком
- OAED (2022) са Иваном Греком
- Loco (2023) са Влоспом и Оге
- Ibra (2023)[4]
- Rari (2024)
- Замка (2024) са Војажем